# اوگسترتان
شهر اوگسترتان (به فرانسوی: Hoogstraten) در شهرستان تورنو در استان آنتوئر در منطقه فلاندری در کشور بلژیک واقع شده‌است.

## نگارخانه

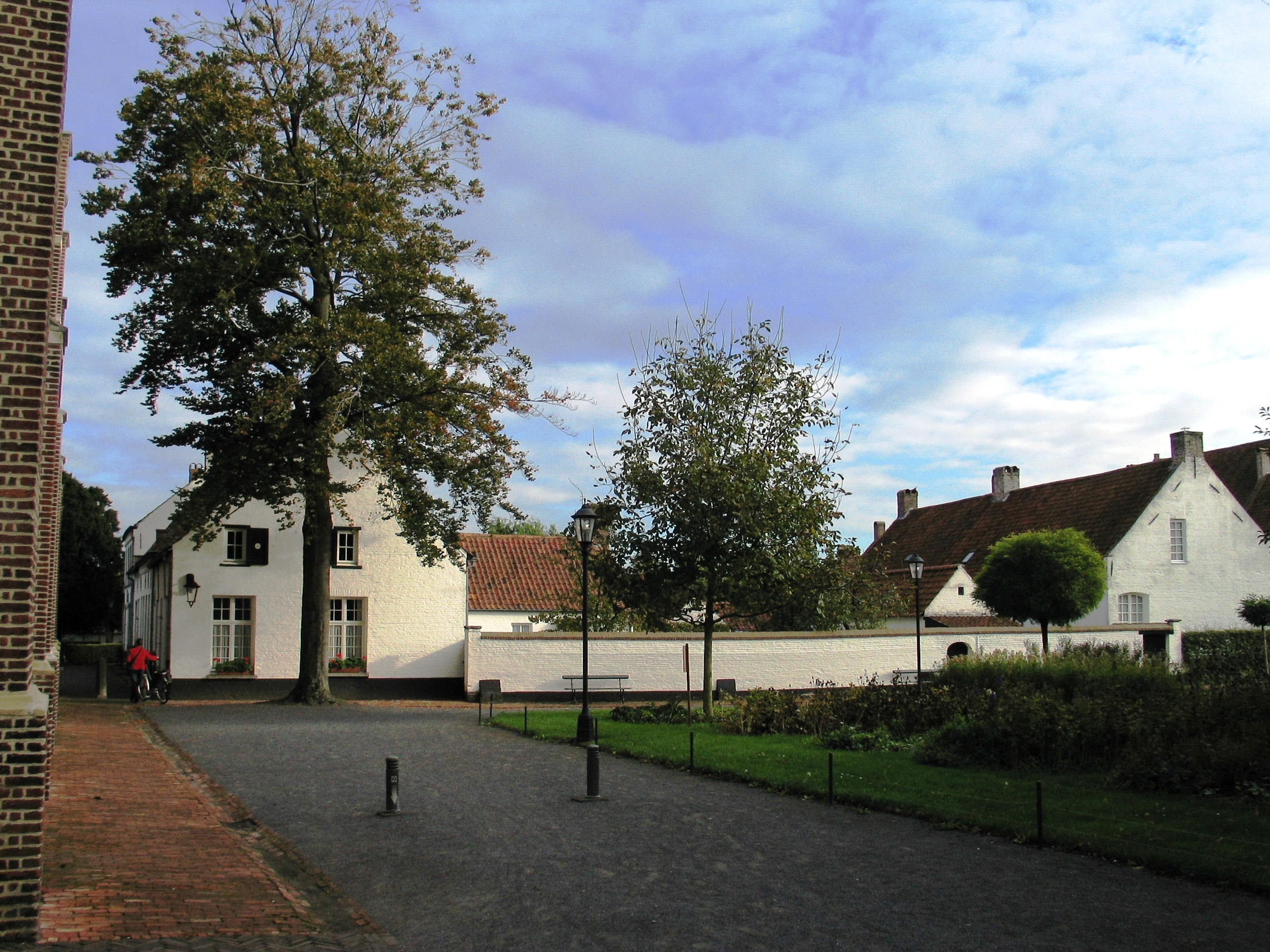
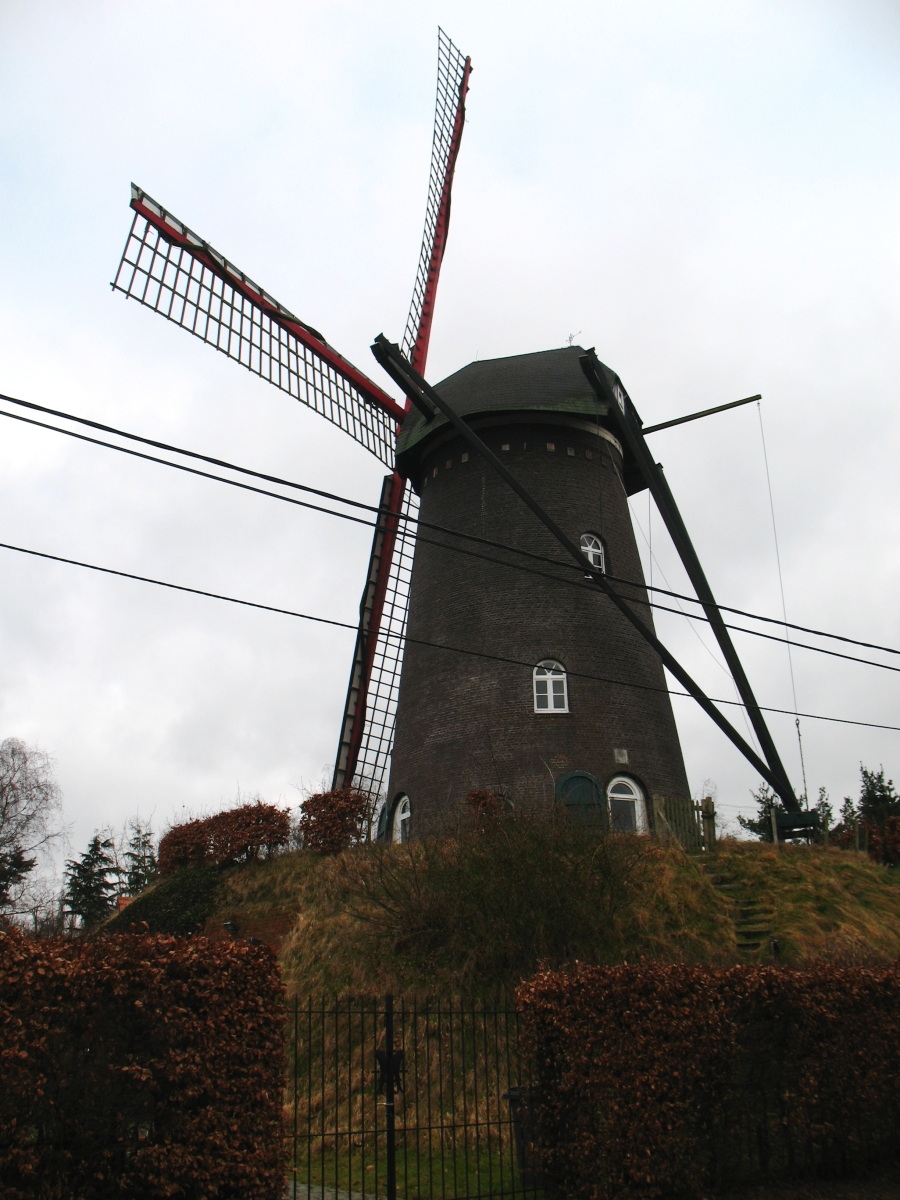